# Walmir Alberto Valle
Walmir Alberto Valle IMC (ur. 14 kwietnia 1938 w Nova Trento, zm. 26 sierpnia 2019 w Joaçaba) – brazylijski duchowny rzymskokatolicki, w latach 2003-2010 biskup Joaçaba.

## Życiorys
Święcenia kapłańskie przyjął 21 grudnia 1963 w zgromadzeniu Misjonarzy Konsolaty. Był m.in. przełożonym brazylijskiej prowincji zakonu (1978-1984).
5 listopada 1985 został prekonizowany biskupem Cândido Mendes. Sakrę biskupią otrzymał w Rzymie 6 stycznia 1986. 6 listopada 2002 został mianowany koadiutorem diecezji Joaçaba. 9 kwietnia 2003 objął urząd ordynariusza. 14 kwietnia 2010 zrezygnował z urzędu.